# Изимов, Мухитжан Юлдашевич
Мухитжан Юлдашевич Изимов (22 марта 1953, Панфиловский район, Алма-Атинская область, Казахская ССР, СССР — 26 октября 2018, Алма-Ата) — советский и казахский актёр уйгурского происхождения, театральный режиссёр

, театральный педагог, доцент. Кавалер ордена «Курмет» (2004).

## Биография
Родился 22 марта 1953 года в селе Пиджим Панфиловского района Алматинской области.
В 1975 году окончил театральный факультет Ташкентского театрального института им. А. Н. Островского.
В 1988 году окончил театральный факультет Алма-Атинского государственного театрально-художественного института по специальности режиссёр (курс народного артиста Казахстана, профессора Мамана Байсеркенова).
Владеет уйгурским, узбекским, казахским и русским языками.
Автор нескольких публикаций в газетах «Уйгур авази», «Сәнъәт»; сценариев кинофильмов «Виждан авази», «Ака-ука», «Садақәт»; режиссер-постановщик многих спектаклей театра.
С 1975 по 1976 годы — актёр Ташкентского государственного театра музыкальной драмы им. Мукими.
С 1975 по 2018 годы — актёр и режиссёр Государственного республиканского уйгурского театра музыкальной комедии им. К. Кожамьярова.
С 1992 по 2018 годы — преподаватель и доцент Казахской Национальной академии искусств имени Темирбека Жургенова.
Указом Президента Республики Казахстан от 7 декабря 2004 года награждён Орденом «Курмет».